# گمینا زانبکوویتسه شلانسکیه
گمینا زانبکوویتسه شلانسکیه (به لهستانی:  Gmina Ząbkowice Śląskie) یک گمینا در لهستان است که در شهرستان زانبکوویتسه شلانسکیه واقع شده‌است. گمینا زانبکوویتسه شلانسکیه ۱۴۶٫۸۸ کیلومتر مربع مساحت و ۲۳٬۱۶۲ نفر جمعیت دارد.